# واتارو تاكاغي
واتارو تاكاغي (高木渉 تاكاغي واتارو) هو مؤدي أصوات ياباني ولد في 25 يوليو 1966 في كيميتسو، تشيبا.

## أدواره في الأنمي

### مسلسلات أنمي تلفزيونية
- ما بعد الحرب جاندام إكس - غارود ران
- المحقق كونان - جينتا، الضابط تاكاجي
- ناروتو شيبودن - توبي, أوبيتو أوتشيها
- روك لي وأصدقائه النينجا - توبي
- غريت تيتشر أونيزوكا - إيكيتشي أونيزوكا
- بليتش - شيبا غانجو
- ون بيس - بيلامي الضبع
- أدغال الديجيتال - نطاط
- زويدز زيرو - هاري تشامب
- شامان كينج - توكاجيرو
- هاجيمي نو إيبو - ماسارو آوكي
- هاجيمي نو إيبو New Challenger - ماسارو آوكي
- هاجيمي نو إيبو Rising - ماسارو آوكي
- سلايرز تراي - فالغاف
- حكايات أشباح المدرسة - الدراج مقطوع الرأس
- أسطورة الماجونغ أكاغي - كيجي ياغي
- جنود السايبورغ - كابوري
- إينيشيال دي - كينجي
- إينيشيال دي Second Stage - كينجي
- إينيشيال دي Fourth Stage - كينجي
- إينيشيال دي Fifth Stage - كينجي
- دورارارا!! - هورادا
- دورارارا!! ×2 المنتصف - هورادا
- شيكي - تاتسومي
- شعلة ريكا - كوراباشيمارو
- حفيد نوراريهيون - أداشيبارا
- إكس-من - تود
- كاراكوري كيدن هيو سنكي - كوروزارو
- هنتر x هنتر (2011) - ناكل
- غورو غورو - غيل
- سيلور مون R - روبيوس
- أوشيو و تورا - فوسوما
- أسوماتسو-سان - جيغوزو
- جبهة حاجز الدم - حكم
- ون بنش مان - هامرهيد
- مغامرة جوجو الغريبة: الماس لا ينكسر - أوكوياسو نيجيمورا
- بوكيمون إكس/واي - فرانك
- بوبتيبيبيك - بيبيمي (الحلقة 10B)
- غيغيغي نو كيتارو (2007) - نيزومي أوتوكو
- بازيليسك: لفائف نينجا أوكا - توكوغاوا إييميتسو
- دريفترز - سندانس كيد

### أنمي الإنترنت
- نينجا سلاير فروم أنيميشن - هلكايت

### أوفا أنمي
- هلسينغ - يان فالنتاين
- البدلة المتنقلة جاندام يونيكورن - ألبرتو
- هاجيمي نو إيبو Champion Road - ماسارو آوكي
- ليريا - زيرام

### أفلام أنمي
- سلسلة أفلام المحقق كونان
  - المحقق كونان: العد التنازلي لناطحة السحاب - جينتا
- ديد ليفز - الطبيب
- إينيشيال دي Third Stage - كينجي
- فيلم بوكيمون الأول: هجوم ميوتو - فيرغوس
- باتمان النينجا - جوكر
- كينغسلايف: فاينال فانتازي 15 - بيلنا كارا
- مازنجر زد إنفينيتي - بوس

## أدواره في ألعاب الفيديو
- تيكن 2 - هيهاتشي ميشيما, لي وولونغ
- سلسلة ألعاب ستريت فايتر
  - ستريت فايتر ألفا - بيردي، أدون، سودوم
  - ستريت فايتر ألفا 2 - بيردي، أدون، سودوم، زانغيف، غين
  - ستريت فايتر ألفا 3 - بيردي، أدون، سودوم، زانغيف، غين
  - ستريت فايتر EX - زانغيف، دوكترين دارك
  - ستريت فايتر EX2 - زانغيف، دوكترين دارك
  - ستريت فايتر EX3 - زانغيف، دوكترين دارك
  - ستريت فايتر III: نيو جينيريشن - ريو، يانغ
  - ستريت فايتر III: سكند إمباكت - ريو، يانغ، هيوغو
  - ألترا ستريت فايتر IV - هيوغو
- إكس-من فرسس ستريت فايتر - زانغيف
- مارفل سوبر هيروز فرسس ستريت فايتر - زانغيف، ميكا زانغيف
- سوبر جيم فايتر ميني ميكس - زانغيف
- مارفيل vs كابكوم : كلاش أوف سوبر هيروس - زانغيف
- إس إن كاي فرسس كابكوم: إس في سي كيوس - هيوغو
- ستريت فايتر X تيكن - هيوغو
- جوجوز بيزار أدفنتشر: أول ستار باتل - أوكوياسو نيجيمورا
- جوجوز بيزار أدفنتشر: آيز أوف هيفن - أوكوياسو نيجيمورا
- ناروتو: باورفل شيبودن - توبي
- ناروتو شيبودن: ألتيميت نينجا ستورم ريفولوشن - توبي
- ناروتو شيبودن: ألتيميت نينجا ستورم 4 - توبي
- ميجا مان 8 - فروست مان، سورد مان
- ميجا مان إكس 6 - دوغلاس، كوماندر يامارك، إنفينيتي ميجينيون
- ميجا مان إكس 7 - فليم هايينارد، تورنيدو تونيون

## أدواره في الدبلجة اليابانية
- ترانسفورمرز أنيميتد - جتستورم، سيفغارد
- سلسلة أفلام هاري بوتر
  - هاري بوتر وحجرة الأسرار - دوبي
  - هاري بوتر ومقدسات الموت – الجزء 1 - دوبي
- داك المراوغ - داك المراوغ
- بي كايند ريوايند - جيري
- سبيس جام - دافي داك
- عرض لوني تونز - دافي داك
- فوق - كلَمُن
- بطاريق مدغشقر - دكتور اكس
- أفاعي في طائرة - تروي
- صرخة الرعب - أر.أل ستاين، سلابي الدمية، برينت غرين

## وصلات خارجية
- واتارو تاكاغي على موقع IMDb (الإنجليزية)
- واتارو تاكاغي على موقع ميوزك برينز (الإنجليزية)
- واتارو تاكاغي على موقع قاعدة بيانات الفيلم (الإنجليزية)
- واتارو تاكاغي على موقع ANN person (الإنجليزية)